# 모니크 스밋
모니크 스밋(Monique Smit, 1989년 4월 9일 ~ )은 네덜란드의 가수이다.

## 음반 목록
- Stel je voor (2008)
- Verder (2010)
- Grenzeloos (2013)
- 2 Kleine kleutertjes (2014)